# Filtro adattato
Nelle telecomunicazioni un filtro adattato o filtro ottimo (originariamente conosciuto come filtro di North) è ottenuto correlando un segnale conosciuto con un segnale incognito per rivelare la presenza di un marcatore all'interno del segnale incognito. Ciò è equivalente ad effettuare l'operazione di convoluzione tra il segnale incognito ed una versione tempo-invertita del segnale noto. Il filtro adattato è il filtro lineare ottimo per la massimizzazione del Rapporto segnale/rumore (SNR) in presenza di rumore stocastico additivo. I filtri adattati sono comunemente usati in ambito radar, in cui un segnale conosciuto viene trasmesso, ed il segnale riflesso è esaminato per la ricerca di elementi comuni con il segnale trasmesso. Altre applicazioni del filtro adattato si ritrovano nell'elaborazione digitale delle immagini, ad esempio per incrementare il rapporto SNR in fotografie a raggi X.

## Derivazione del filtro adattato in caso di AWGN
Si consideri un modello di canale gaussiano 
{\displaystyle \ r(t)=\ x(t)+w(t)}
dove x(t) rappresenta il segnale informativo mentre w(t) è un processo gaussiano bianco.
Si vuole cercare il filtro h(t) in ricezione che massimizza il rapporto tra la potenza del segnale e la potenza del rumore (SNR) a valle del campionatore. Bisognerà quindi trovare il valore ottimo dell'istante di campionamento.
{\displaystyle \ c(t)=\ r(t)*h(t)=\ x(t)*h(t)+w(t)*h(t)=\ y(t)+n(t)}
dove ll simbolo '*' indica il prodotto di convoluzione.
Dobbiamo quindi ricavare l'espressione del filtro {\displaystyle \ H(f)} massimizzando SNR.
{\displaystyle SNR={\frac {|y(\tau )|^{2}}{E[|n(\tau )|^{2}]}}={\frac {|\int _{-\infty }^{\infty }{X(f)\cdot H(f)e^{j2\pi f\tau }df}|^{2}}{\int _{-\infty }^{\infty }{W(f)|H(f)|^{2}df}}}={\frac {|\int _{-\infty }^{\infty }{X(f)\cdot H(f)e^{j2\pi f\tau }df}|^{2}}{\sigma _{n}^{2}\int _{-\infty }^{\infty }{|H(f)|^{2}df}}}}
L'ultimo passaggio è giustificato dall'ipotesi di rumore bianco ovvero {\displaystyle W(f)=\sigma _{n}^{2}} e quindi {\displaystyle \ R(t)=\ \delta (t)}.
Utilizzando la disuguaglianza di Schwartz si può ottenere il limite superiore a tale rapporto:
{\displaystyle {\frac {|\int _{-\infty }^{\infty }{X(f)\cdot H(f)e^{j2\pi f\tau }df}|^{2}}{\sigma _{n}^{2}\int _{-\infty }^{\infty }{|H(f)|^{2}df}}}\leq {\frac {\int _{-\infty }^{\infty }|{X(f)|^{2}df}\cdot \int _{-\infty }^{\infty }|{H(f)|^{2}df}}{\sigma _{n}^{2}\int _{-\infty }^{\infty }{|H(f)|^{2}df}}}={\frac {\int _{-\infty }^{\infty }|{X(f)|^{2}df}}{\sigma _{n}^{2}}}}
Il filtro adattato deve massimizzare il rapporto segnale rumore quindi ci deve permettere di scrivere la disuguaglianza di Schwartz come un'uguaglianza.
{\displaystyle \ H(\omega )=\ X(\omega )^{*}e^{-j2\pi f\tau }}
ovvero antitrasformando: {\displaystyle h(t):={\mathcal {F}}^{-1}\{H(\omega )\}=x^{*}(\tau -t)}
Il valore di {\displaystyle \tau } serve ad indicare l'istante nel quale si ha il massimo SNR. Ad esempio se x(t)=  rect(t)  si porrà {\displaystyle \tau =0} mentre per {\displaystyle x(t)=} rect(t-1) dovremo porre {\displaystyle \tau =1}. Un altro fattore di cui bisogna tener conto in una trasmissione dati è l'interferenza intersimbolica (ISI) e in tal caso il segnale dati trasmesso deve possedere un impulso sagomatore p(t) avente espressione in frequenza:
{\displaystyle P(f):=+{\sqrt {H_{RC}(f)}}}
dove {\displaystyle H_{RC}(f)} è funzione di trasferimento relativa a una caratteristica di Nyquist a coseno rialzato; e ovviamente in ricezione si utilizzerà un filtro con risposta impulsiva {\displaystyle h_{R}(t)=p^{*}(\tau -t)}. Sotto queste condizioni, vengono soddisfatti entrambi i requisiti (trasmissione priva di ISI e massimo SNR sul simbolo). In questo caso l'SNR vale:
{\displaystyle SNR(max)={\frac {2E_{p}}{{\mathcal {N}}_{0}}}}
con {\displaystyle {\mathcal {N}}_{0}/2} sprettro bilatero di densità di potenza di n(t).

## Derivazione del filtro adattato nel caso più generale di rumore stocastico additivo
Se il rumore non è un Processo bianco è possibile ricondursi al caso precedente ponendo in ingresso al filtro adattato un filtro sbiancatore del rumore. Si consideri un caso del tutto simile al precedente
{\displaystyle r(t)=x(t)+n(t)} 
Dove il rumore {\displaystyle n(t)}  ha una densità spettrale {\displaystyle \sigma _{n}^{2}\cdot N(f)} 
Ora si esegua un filtraggio di {\displaystyle r(t)} attraverso un filtro con funzione di trasferimento {\displaystyle G(f)={\frac {1}{\sqrt {N(f)}}}} per ottenere {\displaystyle z(t)=y(t)+w(t)=x(t)*g(t)+n(t)*g(t)}.
Si potrà facilmente vedere che i rumore ora è bianco infatti se valutiamo la densità spettrale di potenza di {\displaystyle w(t)}
{\displaystyle W(f)=\sigma _{n}^{2}N(f)\cdot |G(f)|^{2}=\sigma _{n}^{2}}
Possiamo quindi ricondurci al caso precedente realizzando un filtro adattato a y(t).
{\displaystyle {\tilde {H}}(f)=Y(f)^{*}e^{j2\pi f\tau }=G(f)^{*}Y(f)^{*}e^{j2\pi f\tau }}
Tenendo conto anche del filtro sbiancatore si ottiene
{\displaystyle H(f)=G(f)\cdot {\tilde {H(f)}}=|G(f)|^{2}\cdot {X(f)^{*}}e^{j2\pi f\tau }={\frac {{X(f)^{*}}e^{j2\pi f\tau }}{N(f)}}}
In formule, equivale a massimizzare 
{\displaystyle {\frac {|x(\tau )|^{2}}{E[|n(\tau )|^{2}]}}={\frac {\int _{-\infty }^{\infty }{|X(f)|^{2}|H(f)|^{2}e^{jft}df}}{\int _{-\infty }^{\infty }{N(f)|H(f)|^{2}df}}}}
Utilizzando la disuguaglianza di Schwartz, moltiplicando e dividendo l'integrando al numeratore per {\displaystyle N(f)} è possibile stimare il 
limite superiore a tale rapporto:
{\displaystyle {\frac {|x(\tau )|^{2}}{E[|n(\tau )|^{2}]}}<{\frac {1}{\int _{-\infty }^{\infty }{N(f)|H(f)|^{2}df}}}\cdot \int _{-\infty }^{\infty }{{\frac {|X(f)|^{2}}{N(f)}}df}\int _{-\infty }^{\infty }{N(f)|H(f)|^{2}d\omega }=\qquad \int _{-\infty }^{\infty }{{\frac {|X(f)|^{2}}{N(f)}}df}}
Dall'equazione qua sopra si vede come il rapporto segnale-rumore ha un limite superiore che risulta indipendente da {\displaystyle H(f)}. 
Per ottenere un'espressione per il filtro ottimo basterà a questo punto trovare la funzione di trasferimento H, tale per cui l'equazione si riduce ad un'uguaglianza. Si ricava:
{\displaystyle H(f)=K\cdot {\frac {X(f)^{*}}{N(f)}}e^{-jft}}
dove K è una costante.
Da queste considerazioni emerge che per ottenere il segnale filtrato {\displaystyle c_{OF}(t)} sarà sufficiente convolvere il segnale con la funzione 
di risposta {\displaystyle h(t)} del Filtro Ottimo; sfruttando le proprietà della Trasformata di Fourier basta antitrasformare il prodotto delle  trasformate di {\displaystyle c(t)} e di {\displaystyle h(t)}, ovvero
{\displaystyle c_{OF}(t)=\int _{-\infty }^{\infty }{c(\omega )H(\omega )e^{i\omega t}d\omega }}
Osservando la forma di {\displaystyle H(\omega )} e l'espressione del filtro ottimo, il significato fisico di tale sistema può essere visto così:
esso rappresenta una media del segnale vero {\displaystyle c(\omega )} pesata sulle frequenze da {\displaystyle N(\omega )}; alle frequenze in cui {\displaystyle N(\omega )} è maggiore, {\displaystyle c(\omega )} viene soppressa.

## Filtro adattato tempo discreto
Il filtro adattato è il filtro lineare, {\displaystyle h}, che massimizza il rapporto segnale-rumore in uscita.
{\displaystyle \ y[n]=\sum _{k=-\infty }^{\infty }h[n-k]x[k].}
L'espressione del filtro adattato si può ottenere tramite argomentazioni geometriche: correlando il segnale ricevuto (un vettore) con la risposta impulsiva del filtro (un altro vettore), parallelo al primo, si massimizza il prodotto interno. Se si considera il rumore additivo, bisogna inoltre minimizzare l'uscita dovuta al rumore scegliendo una risposta impulsiva che sia ortogonale al rumore.
Formalmente: bisogna determinare il filtro {\displaystyle h}, tale che sia massimizzato il rapporto segnale-rumore in uscita, in cui l'uscita è il prodotto interno tra la risposta impulsiva del filtro ed il segnale osservato {\displaystyle x}.
Tale segnale osservato consiste nella somma del segnale utile {\displaystyle s} e del segnale di rumore {\displaystyle v}:
{\displaystyle \ x=s+v.}
Definendo la matrice di covarianza del rumore, che ha simmetria hermitiana
{\displaystyle \ R_{v}=E\{vv^{H}\}}
in cui {\displaystyle .^{H}} denota la matrice trasposta coniugata, e {\displaystyle E} denota il valore atteso.
Definiamo l'uscita {\displaystyle y}, come prodotto interno tra il nostro filtro ed il segnale osservato, in maniera tale che:
{\displaystyle \ y=\sum _{k=-\infty }^{\infty }h^{*}[k]x[k]=h^{H}x=h^{H}s+h^{H}v=y_{s}+y_{v}.}
Definiamo ora il rapporto segnale-rumore come rapporto tra la potenza dell'uscita dovuta al segnale utile e la potenza dell'uscita dovuta al rumore:
{\displaystyle \ SNR={\frac {|y_{s}|^{2}}{E\{|y_{v}|^{2}\}}}.}
Che si può riscrivere:
{\displaystyle \ SNR={\frac {|h^{H}s|^{2}}{E\{|h^{H}v|^{2}\}}}.}
che è la funzione da massimizzare rispetto ad {\displaystyle h}. 
Espandendo il denominatore, si ha:
{\displaystyle \ E\{|h^{H}v|^{2}\}=E\{(h^{H}v){(h^{H}v)}^{H}\}=h^{H}E\{vv^{H}\}h=h^{H}R_{v}h.}
Ora, {\displaystyle SNR} diventa
{\displaystyle \ SNR={\frac {|h^{H}s|^{2}}{h^{H}R_{v}h}}.}
Esplicitando la simmetria hermitiana della matrice di covarianza {\displaystyle R_{v}}, si può scrivere
{\displaystyle \ SNR={\frac {|{(R_{v}^{1/2}h)}^{H}(R_{v}^{-1/2}s)|^{2}}{{(R_{v}^{1/2}h)}^{H}(R_{v}^{1/2}h)}},}
espressione al quale bisogna trovare un limite superiore. 
Per fare ciò si riconosce una forma della disuguaglianza di Cauchy-Schwarz:
{\displaystyle \ |a^{H}b|^{2}\leq (a^{H}a)(b^{H}b),\,}
che equivale a dire che la radice del prodotto interno tra due vettori non è mai superiore al prodotto delle norme dei vettori. Tale concetto rappresenta l'intuizione che si cela dietro al principio del filtro adattato: questo limite superiore è raggiunto quando i due vettori {\displaystyle a} e {\displaystyle b} sono paralleli. Si giunge quindi a:
{\displaystyle \ SNR={\frac {|{(R_{v}^{1/2}h)}^{H}(R_{v}^{-1/2}s)|^{2}}{{(R_{v}^{1/2}h)}^{H}(R_{v}^{1/2}h)}}\leq {\frac {\left[{(R_{v}^{1/2}h)}^{H}(R_{v}^{1/2}h)\right]\left[{(R_{v}^{-1/2}s)}^{H}(R_{v}^{-1/2}s)\right]}{{(R_{v}^{1/2}h)}^{H}(R_{v}^{1/2}h)}}.}
Espressione che può essere così semplificata:
{\displaystyle \ SNR={\frac {|{(R_{v}^{1/2}h)}^{H}(R_{v}^{-1/2}s)|^{2}}{{(R_{v}^{1/2}h)}^{H}(R_{v}^{1/2}h)}}\leq s^{H}R_{v}^{-1}s.}
Il limite superiore può esser raggiunto scegliendo,
{\displaystyle \ R_{v}^{1/2}h=\alpha R_{v}^{-1/2}s}
in cui {\displaystyle \alpha } è un numero reale arbitrario. Per verificare ciò, è sufficiente considerare l'espressione per  {\displaystyle SNR} in uscita:
{\displaystyle \ SNR={\frac {|{(R_{v}^{1/2}h)}^{H}(R_{v}^{-1/2}s)|^{2}}{{(R_{v}^{1/2}h)}^{H}(R_{v}^{1/2}h)}}={\frac {\alpha ^{2}|{(R_{v}^{-1/2}s)}^{H}(R_{v}^{-1/2}s)|^{2}}{\alpha ^{2}{(R_{v}^{-1/2}s)}^{H}(R_{v}^{-1/2}s)}}={\frac {|s^{H}R_{v}^{-1}s|^{2}}{s^{H}R_{v}^{-1}s}}=s^{H}R_{v}^{-1}s.}
Quindi, il filtro adattato assume la forma:
{\displaystyle \ h=\alpha R_{v}^{-1}s.}
Spesso si sceglie di normalizzare il valore atteso della potenza in uscita dal filtro dovuta al rumore:
{\displaystyle \ E\{|y_{v}|^{2}\}=1.}
Ciò implica un valore determinato per {\displaystyle \alpha }, per determinare il quale basta risolvere:
{\displaystyle \ E\{|y_{v}|^{2}\}=\alpha ^{2}s^{H}R_{v}^{-1}s=1,}
che conduce a
{\displaystyle \ \alpha ={\frac {1}{\sqrt {s^{H}R_{v}^{-1}s}}},}
dando l'espressione del filtro normalizzata,
{\displaystyle \ h={\frac {1}{\sqrt {s^{H}R_{v}^{-1}s}}}R_{v}^{-1}s.}
La risposta impulsiva del filtro è semplicemente la versione complessa coniugata e tempo-inversa di {\displaystyle h}.
Tale filtro adattato è stato derivato per i sistemi a tempo-discreto, ma può essere anche esteso a quelli tempo-continuo, rimpiazzando {\displaystyle R_{v}} con la funzione di autocorrelazione tempo-continua del rumore, assumendo un segnale {\displaystyle s(t)}, rumore {\displaystyle v(t)}, ed un filtro con risposta impulsiva {\displaystyle h(t)}.

## Esempio di filtro adattato in radar e sonar
I filtri adattati sono spesso usati nella rivelazione di segnali (vedi Teoria della decisione e della rivelazione); ad esempio, nel caso in cui si voglia misurare la distanza da un oggetto analizzando il tempo impiegato da un segnale trasmesso su di esso a tornare indietro. Trasmettendo una sinusoide pura, si può assumere che il segnale ricevuto sia una versione attenuata e ritardata del segnale trasmesso con una componente di rumore additivo.
Per valutare la distanza dall'oggetto, bisogna correlare il segnale ricevuto con un filtro adattato, che, nel caso di rumore bianco, è un'altra sinusoide alla stessa frequenza di quella trasmessa. Quando l'uscita del filtro adattato supera una certa soglia, si può concludere con alta probabilità che il segnale ricevuto è stato riflettuto dall'oggetto. Utilizzando la velocità di propagazione delle onde elettromagnetiche ed il tempo trascorso tra la trasmissione e la ricezione, si può stimare la distanza dall'oggetto. Se si cambia la forma dell'impulso in una maniera appositamente progettata, il rapporto segnale-rumore e la risoluzione in distanza possono essere ancora migliorati: questa è la tecnica chiamata compressione dell'impulso.
Inoltre, filtri adattati possono essere impiegati in problemi di stima di parametro (vedi anche Teoria della stima); nell'esempio precedente, infatti, può essere interessante calcolare anche la velocità dell'oggetto, sulla base della stima del parametro di frequenza del segnale ricevuto e della conoscenza dell'effetto Doppler. Per fare ciò è necessario correlare il segnale ricevuto con molti filtri adattati a sinusoidi con frequenza differenti. Il filtro adattato con la risposta maggiore rivelerà, con alta probabilità, la frequenza del segnale riflesso. Su tale principio si basa la tecnica chiamata moving target indication.